# Moaña
Pour les articles homonymes, voir Moana.
Moaña est une commune de la province de Pontevedra en Espagne située dans la communauté autonome de Galice.

## Entreprises notables
- Aister